# ヒューム管

ヒューム管

ヒューム管（ヒュームかん、英語: Hume pipe）とは、鉄筋コンクリートを用いた管で、一般的に導水管として用いられる。

## 製法
鉄筋コンクリート管の製造方法には、大きく分けて振動製法によるものと遠心製法によるものがあり、ヒューム管は遠心製法によるものである。鉄筋かごを入れた型枠を成形機で回転させ、あらかじめミキサーで練り混ぜておいたコンクリートを中に投入することで、遠心力でコンクリートを締め固めて成形する。常圧蒸気養生を行った後に冷却し、型枠から外して養生し、完成する。

## 歴史
ヒューム管は、1910年にオーストラリア人のE・J・ヒュームとW・R・ヒュームの兄弟が考案した。日本では1921年に特許が取得され、1925年から本格生産が開始された。

## 用途
灌漑用水や下水道に主に用いられる。特に、下水道では一般的に用いられる。ヒューム管は管そのものが構造体として成立する剛性管であり、外圧に対する強度が高い反面、コンクリートの粗度係数がやや高いために、後年登場した塩化ビニール管（塩ビ管）と比較して同一内径での流量が劣る。また、コンクリートの性質上酸性やアルカリ性などの耐薬品性も塩ビ管や陶管（土管）に比べてやや劣っている。
重量も重く施工性も低いために、特に内径500mm以下で開削工法により配管する用途では塩ビ管に取って代わられつつある。しかし、管そのものに高い強度が求められる推進工法や内径1,000mmを超える大径幹線水路では現在でも主流の管である。